# Costa de Sant Julià
La Costa de Sant Julià és una muntanya de 421 metres que es troba al municipi de Ponts, a la comarca catalana de la Noguera.